# Амфиатлантическое распространение организмов
Амфиатлантическое распространение организмов (от др.-греч. amphí — по обе стороны) — разъединённое (разорванное) распространение вида (или группы близких видов, подвидов) в северной половине Атлантического океана. Термин чаще применяется к морской фауне.

## Описание феномена
Обычно животное встречается у берегов Европы и у восточных берегов Северной Америки, а в средней части океана отсутствует (например, треска, некоторые птицы, связанные с морем, — гагарка, чистик, ту́пик). Некоторые рыбы и беспозвоночные обитают у берегов Исландии и Южной Гренландии. Среди наземной фауны подобный ареал имеют животные, которые встречаются в Европе и в восточной части Северной Америки; в некоторых случаях их ареал занимает также Западную Сибирь и среднюю и западную части Северной Америки. На основании разрыва ареала в Азии можно предположить, что некогда здесь были иные физико-географические условия и ареал был сплошным. У некоторых видов разрыв ареала — результат завоза европейских животных (главным образом наземных) человеком в Америку. Иногда понятие амфиатлантического ареала применяют к некоторым группам видов, распространённых в Африке и Южной Америке.